# Syndrome cérébelleux
En neurologie, un syndrome cérébelleux est un ensemble de signes et de symptômes caractéristiques d'une atteinte plus ou moins grave du cervelet. L'ataxiologie étudie les maladies du cervelet. Le syndrome cérébelleux peut avoir des origines diverses (dont iatrogènes, c'est-à-dire induite par un médicament, par exemple, bien que rarement, le lithium), est subdivisé en syndrome moteur, vestibulo-cérébelleux et cérébelleux cognitif affectif.

## Sémiologie
Les principaux signes et symptômes du syndrome cérébelleux sont : (liste ci-après). 

### Hypotonie
L'hypotonie est un des éléments essentiels du syndrome, elle se manifeste par l'augmentation du ballant au cours de la mobilisation passive des segments de membre, par l'hyperlaxité de certaines articulations et par le caractère pendulaire des réflexes rotuliens.

### L'ataxie cérébelleuse
Les troubles de la station debout et de la marche sont donc caractérisés par la présence d'une ataxie.
- La station debout immobile est difficile, faite d'oscillations brusques, irrégulières, le patient doit écarter les jambes pour maintenir l'équilibre (élargissement de la surface de sustentation). Au minimum, on peut observer des mises en tension rapides et régulières du tendon du tibial antérieur (anciennement jambier antérieur), bien visible sur la face antérieure de la cheville (danse des tendons). Ces difficultés sont accrues si l'on demande au sujet de prendre appui sur un seul pied ou bien après une poussée d'avant en arrière. Enfin ces troubles ne sont pas aggravés par l'occlusion des yeux.
- La marche est elle aussi perturbée. Elle est faite d'embardées d'un côté ou de l'autre, elle est dite « festonnante », le malade élargit sa surface de sustentation, les bras écartés pour obtenir plus d'équilibre. On la qualifie parfois de démarche « pseudo-ébrieuse ». Les pas sont irréguliers, les mouvements des membres inférieurs sont décomposés : élévation excessive des genoux. Dans les syndromes plus modérés, les altérations de la marche peuvent être mises en évidence à la marche rapide et à l'exécution d'ordres rapides tels que : « avancez, reculez, tournez… ».

### Les troubles de l'exécution du mouvement
On peut observer des troubles de l'exécution dans l'espace, caractérisés par une dysmétrie (mise en évidence par une manœuvre doigt-nez ou talon-genou), voire une hypermétrie, et une asynergie, et des troubles de l'exécution des mouvements dans le temps : dyschronométrie ou adiadococinésie (mise en évidence par une manœuvre des marionnettes). Le « tremblement cérébelleux » est statique et cinétique, il n'est pas un vrai tremblement, il n'est que l'expression de l'asynergie, de l'asynchronisme de contraction entre muscles agonistes et antagonistes. Il est de grande amplitude, s'accentue lors du déroulement du geste, il est plus marqué au début ou à la fin du mouvement. Il est majoré par l'émotion. L'écriture est aussi perturbée par l'ensemble de ces troubles, reproduisant les mêmes altérations que l'on peut observer dans les autres gestes. Au mieux on peut mettre en évidence des altérations plus modérées en demandant au sujet de tracer rapidement les barreaux d'une échelle. Manœuvre de Stewart-Holmes : le sujet ne peut contrôler son bras lors d'un relâchement brusque après flexion : le sujet se tape l'épaule.

### Tremblement
Le tremblement cérébelleux, qui n’existe pas au repos complet, peut revêtir divers aspects.
Le tremblement postural peut se manifester par une « titubation » de la tête ou du tronc, parfois suffisamment intense pour interdire la position debout ou même assise. À un moindre degré, il peut être objectivé en demandant au patient de garder les membres supérieurs étendus ou les membres inférieurs surélevés lorsqu’il est en décubitus dorsal. La physiopathologie de ce tremblement postural, que Holmes liait à l’hypotonie, est discutée, mais semble bien distincte de celle du tremblement cinétique.
Le tremblement cinétique, fait d’oscillations de la partie proximale du membre, apparaît au début du mouvement, s’atténue ensuite, pour s’intensiﬁer à l’approche du but. Le tremblement est surtout marqué lors des atteintes du noyau dentelé et du pédoncule cérébelleux supérieur et plus particulièrement du bras ascendant des efférences dentelées destinées au thalamus. Il est ipsilatéral ou controlatéral à la lésion selon qu’elle est située en amont ou en aval de la décussation du pédoncule cérébelleux supérieur.
Le tremblement cérébelleux cinétique diminue lorsqu'on augmente l'inertie du membre, alors que l'inverse est observé pour la dysmétrie.

### La dysarthrie cérébelleuse
La dysarthrie est la conséquence de l'incoordination des différents muscles intéressés dans la phonation.
La dysarthrie cérébelleuse est aussi appelée dysarthrie ataxique.
Le malade présente une parole « scandée », « aboyante », où l'amplitude de la voix n'est jamais la même.

### Le syndrome cérébelleux cognitif affectif ou Syndrome de Schmahmann
Ce syndrome combine des signes cognitifs et affectifs : atteinte des fonctions exécutives, altération des capacités visuo-spatiales, comportement anormal et anomalies du langage. Il est attribué à une atteinte des boucles cérébello-cérébrales qui relient le cervelet et le cortex cérébral.
Il se manifeste notamment lors de lésions touchant la partie postérieure du cervelet ainsi que les noyaux denté et fastigial. 

### Les syndromes topographiques
- Le syndrome vermien est caractérisé par l'importance des troubles de la statique, résultant principalement de troubles de la coordination des muscles axiaux (syndrome cérébelleux statique).
- Le syndrome latéral ou hémisphérique est caractérisé par une hypotonie de repos et par l'incoordination des membres homolatéraux à la lésion (syndrome cérébelleux cinétique).

L'existence de ces syndromes est controversée.